# Diego de Losada
Diego de Losada (Rionegro del Puente, 1511 – Borburata, 1569) fu il fondatore della città di Santiago de León de Caracas, capitale del Venezuela.
La fondò il 25 luglio 1567, dopo aver sconfitto il capo Mariche Tiuna. Due anni dopo Losada morì.